# ويلينغتون ساينتس
ويلينغتون ساينتس (بالإنجليزية: Wellington Saints)‏ هو فريق كرة سلة نيوزلندي تأسس في سنة 1981 يقع مقره في ويلينغتون. يلعب في الدوري النيوزيلندي لكرة السلة حيث فاز به 9 مرات (1984، 1985، 1987، 1988، 2003، 2010، 2011، 2014، 2016).

## وصلات خارجية
- الموقع الرسمي